# Parapercis macrophthalma
Parapercis macrophthalma är en fiskart som först beskrevs av Pietschmann, 1911.  Parapercis macrophthalma ingår i släktet Parapercis och familjen Pinguipedidae. Inga underarter finns listade i Catalogue of Life.